# Selbstvornahme
Die Selbstvornahme ist im Schuldrecht die Beseitigung eines Sach- oder Rechtsmangels durch den Anspruchsteller auf Kosten des Anspruchsgegners.

## Allgemeines
Tauchen Mängel auf, so stellt sich die Rechtsfrage, wer sie beseitigen soll und kann. Im Regelfall wird dies der Verkäufer oder Unternehmer sein, der die mangelbehaftete Sache geliefert hat. Die Selbstvornahme ist eine auf wenige Rechtsgebiete beschränkte Ausnahmeregelung. Lange Zeit hat ein Teil der Fachliteratur die Selbstvornahme bei Kaufverträgen als unmöglich abgelehnt, auch die Rechtsprechung ging davon aus, dass dem Käufer nur die Rechte aus Rücktritt, Minderung oder Schadensersatz bleiben würden. Beseitigt der Käufer nach diesem Urteil einen Mangel der gekauften Sache, ohne dass er dem Verkäufer zuvor eine erforderliche Frist zur Nacherfüllung gesetzt hat, kann er seine Kosten der Mängelbeseitigung nicht erstattet verlangen.

## Rechtsfragen
Die Selbstvornahme kommt in verschiedenen Rechtsgebieten vor und betrifft unterschiedliche Vertragstypen. Gesetzlich vorgesehen war die Selbstvornahme ursprünglich im Mietrecht und beim Werkvertrag. Der Gesetzgeber hat bei der Neuregelung der Mängelrechte des Käufers beim Kaufvertrag im Rahmen der Schuldrechtsmodernisierung bewusst von einem Selbstvornahmerecht auf Kosten des Verkäufers abgesehen, wie sich insbesondere aus dem Vergleich der in § 437 Nr. 1 bis 3 BGB aufgeführten Rechte des Käufers mit den ebenfalls neu gefassten und im übrigen im Wesentlichen übereinstimmenden Rechten des Bestellers beim Werkvertrag (§ 634 Nr. 1 bis 4 BGB) ergibt. Vor allem hat nur der Besteller ein Selbstvornahmerecht, wohingegen dem Käufer ein solches Recht nicht zusteht. Aus diesem Grunde besteht auch keine planwidrige Gesetzeslücke, die Voraussetzung einer analogen Anwendung des § 326 Abs. 2 Satz 2 BGB wäre. Durch die Novellierung des Reiserechts ist die Selbstvornahme seit Juli 2018 auch beim Reisevertrag möglich. Im Energierecht wurde im Mai 2023 durch Novellierung des Messstellenbetriebsgesetzes die Selbstvornahme für den Zählerwechsel geregelt.

### Kaufvertrag
Da die Selbstvornahme im Kaufvertragsrecht ausdrücklich nicht vorgesehen ist, muss der Käufer vor der Selbstvornahme dem Verkäufer eine angemessene Frist zur Nacherfüllung setzen und diese erfolglos verstreichen lassen. Dann ist – nach Ablauf einer angemessenen Nachfrist – eine Mängelbeseitigung durch den Käufer bzw. im Auftrag des Käufers durch einen Dritten uneingeschränkt zulässig und üblich. Die hierbei entstehenden Kosten sind als Schadensersatz vom Verkäufer zu tragen. Eine Selbstvornahme vor Setzung und Ablauf einer angemessenen Nachfrist hat zur Folge, dass der Käufer seine Gewährleistungsansprüche aus § 437 BGB verliert. In diesem Urteil ging es um den Kauf eines Hundes, der kurz nach der Übergabe dringende tierärztliche Behandlung benötigte. Der BGH entschied hier, dass die gemäß § 281 Abs. 1 Satz 1 BGB erforderliche Fristsetzung zur Nacherfüllung unter anderem dann entbehrlich ist, wenn besondere Umstände vorliegen, die unter Abwägung der beiderseitigen Interessen die sofortige Geltendmachung des Schadensersatzanspruchs rechtfertigen. Beim Tauschvertrag über ein Reitpferd bekräftigte der BGH im Dezember 2009 seine ständige Rechtsprechung.
Ist der geschuldete Gegenstand nur der Gattung nach bestimmt, so hat der Verkäufer, solange die Leistung aus der Gattung noch möglich ist, in der Regel sein Unvermögen oder Unwillen zur Nacherfüllung stets zu vertreten. Sie gilt selbst dann, wenn eine Stückschuld im Falle eines Mangels nach dem hypothetischen Parteiwillen durch eine gleichartige und gleichwertige Sache ersetzbar sein soll.
In der Fachliteratur ist beim Kaufvertrag die Thematik der Schadensbehebung durch den Käufer dennoch weiterhin umstritten.
Rechtsfolgen der voreiligen Selbstvornahme beim Kaufvertrag
Grundsätzlich richten sich die Rechte des Käufers bei Mängeln nach § 437 BGB. Demnach kann der Käufer Nacherfüllung (§ 439 BGB) verlangen, vom Vertrag zurücktreten (§ 323 Abs. 1 oder § 326 Abs. 5 BGB) oder den Kaufpreis mindern (§ 441 BGB) oder wahlweise Schadensersatz (§ 280, § 281, § 283 und § 311a BGB) oder Ersatz vergeblicher Aufwendungen (§ 284 BGB) verlangen.
Durch eine voreilige Selbstvornahme werden diese Rechtsbehelfe des Käufers verschiedentlich beeinflusst. Der Leistungserfolg (mangelfreie Kaufsache) tritt ohne Leistungshandlung des Verkäufers ein. Dies wird als Zweckerreichung bezeichnet und stellt einen Fall der Unmöglichkeit dar. Dadurch wird der Verkäufer von seiner Pflicht zur Nacherfüllung (§ 439 BGB) nach § 275 Abs. 1 BGB befreit. Soweit die Nacherfüllung nach § 275 Abs. 1 BGB unmöglich ist, kann der Käufer nach § 437 Nr. 2, § 440, § 326 Abs. 5 BGB vom Vertrag zurücktreten. Im Falle einer voreiligen Selbstvornahme ist der Käufer jedoch für den Umstand, der ihn zum Rücktritt berechtigen würde, alleine verantwortlich. Ein Rücktritt ist somit nach § 323 Abs. 6 BGB ausgeschlossen. Entsprechendes gilt für eine Minderung nach § 437 Nr. 2, § 441, da diese („statt zurückzutreten“) die Voraussetzungen eines Rücktritts erfordert.
Ein Schadensersatzanspruch des Käufers für die Kosten der Selbstvornahme käme nur in Gestalt eines Schadensersatzes statt der Leistung bei Ausschluss der Leistungspflicht nach den § 437 Nr. 3, § 280 Abs. 1, Abs. 3, § 283 BGB in Betracht. Ein solcher Anspruch erfordert jedoch, dass der Verkäufer die Unmöglichkeit der Nacherfüllung zu vertreten hat. Dies wird zwar nach § 280 Abs. 1 S. 2 BGB vermutet, der Verkäufer muss also beweisen, dass er die Unmöglichkeit nicht zu vertreten hat. Da die Unmöglichkeit der Nacherfüllung jedoch allein aus der Sphäre des Käufers stammt, wird der Entlastungsbeweis regelmäßig gelingen. Damit entfällt auch jeglicher Anspruch des Käufers auf Schadensersatz. Durch die voreilige Selbstvornahme verliert der Käufer damit seine Gewährleistungsrechte in ihrer Gesamtheit.
Herausgabe der ersparten Kosten des Verkäufers/Unternehmers
Nach anderen Gesichtspunkten ist die Frage zu beurteilen, ob der Verkäufer/Unternehmer die Kosten herauszugeben hat, welche ihm bei einer Nacherfüllung entstanden wären, die er sich aber infolge der Mangelbeseitigung durch den Käufer/Besteller erspart hat. Die Kosten, die sich der Verkäufer/Unternehmer erspart, liegen in der Regel niedriger, als die Kosten, die der Käufer/Besteller für die Mangelbeseitigung aufgewendet hat. Der BGH lehnt einen Anspruch auf Herausgabe der ersparten Kosten ab. § 326 Abs. 2 Satz 2 BGB sei wegen § 326 Abs. 1 Satz 2 BGB nicht anwendbar. Dem BGH zufolge werde der Vorrang der Nacherfüllung durch den Verkäufer/Unternehmer verletzt.
Ein Großteil des Schrifttums befürwortet hingegen einen Anspruch auf Herausgabe der ersparten Kosten nach § 326 Abs. 2 Satz 2 BGB analog. Die Lage nach einer Selbstvornahme entspreche der des § 326 Abs. 2 Satz 2 BGB. § 326 Abs. 1 Satz 2 BGB wolle dem Käufer/Besteller nur das Wahlrecht zwischen Rücktritt und Minderung erhalten, nicht aber die Herausgabe ersparter Kosten verhindern. Dass der Käufer/Besteller dem Verkäufer/Unternehmer die Nacherfüllung durch die Selbstvornahme aus der Hand geschlagen hat, greife nicht in den Rechtskreis des Verkäufers/Unternehmers ein. Die Chance des Verkäufers/Unternehmers auf eine zweite Naturalandienung sei das Spiegelbild der Fristsetzungsobliegenheit des Käufers/Bestellers. Setzt der Käufer keine Nachfrist habe er als eigenen Rechtsnachteil nur den Wegfall des Rücktritts- und Minderungsrechts zu tragen.

### Mietvertrag
Der Mieter muss zunächst die von ihm erkannten Mängel an der Mietwohnung anzeigen (Mängelanzeige) und dem Vermieter eine Frist zur Beseitigung einräumen, damit er nicht seine Gewährleistungsrechte aus § 536c BGB gegenüber dem Vermieter verliert. Der Mieter darf nach § 536a Abs. 2 BGB einen Sach- oder Rechtsmangel an der Mietwohnung (§ 536 BGB) im Wege der Selbstvornahme erst beheben und Aufwendungsersatz verlangen, wenn der Vermieter mit der Beseitigung des Mangels in Verzug ist oder die umgehende Beseitigung des Mangels zur Erhaltung oder Wiederherstellung des Bestands der Mietsache notwendig ist. Die Selbstvornahme darf der Mieter nur während der Vertragslaufzeit durchführen.

### Reisevertrag
Im Reiserecht liegt ein Reisemangel vor, wenn die Pauschalreise nicht die vereinbarte Beschaffenheit hat oder wenn der Reiseveranstalter Reiseleistungen nicht (Nichterfüllung) oder mit unangemessener Verspätung verschafft. Ist die Pauschalreise mangelhaft, kann der Reisende gemäß § 651i Abs. 3 BGB nach § 651k Abs. 1 BGB Abhilfe verlangen (Nacherfüllung) oder nach § 651k Abs. 2 BGB selbst Abhilfe schaffen. Voraussetzung ist auch hier, dass der Reisende dem Reiseveranstalter – also nicht dem konkreten Leistungsträger vor Ort – zuvor eine angemessene Frist zur Abhilfe gesetzt hat. Diese Fristsetzung ist entbehrlich, wenn der Reiseveranstalter die Abhilfe verweigert oder ein besonderes Interesse des Reisenden die sofortige Abhilfe gebietet (§ 651c Abs. 2 Satz 2 BGB).

### Werkvertrag
Der Besteller hat nach § 634 Nr. 2 BGB bei einem mangelhaften Werk das Recht, den Mangel selbst zu beseitigen oder beseitigen lassen und Ersatz der erforderlichen Aufwendungen verlangen. Gemäß § 637 Abs. 1 BGB ist Voraussetzung für eine Selbstvornahme, dass der Besteller dem Unternehmer eine zur Nacherfüllung angemessene Frist gesetzt hat und diese erfolglos verstrichen ist. Eine Fristsetzung zur Nacherfüllung ist nach § 637 Abs. 2 BGB entbehrlich, wenn die Nacherfüllung fehlgeschlagen oder dem Besteller unzumutbar ist. Die Nacherfüllung hat auch beim Werkvertrag stets Vorrang vor den anderen Gewährleistungsrechten.
Vor Ablauf einer angemessenen Nachfrist sind die Kosten einer Selbstvornahme nur dann ersatzfähig, wenn der Käufer oder der Unternehmer infolge einer Schadensminderungsobliegenheit zur sofortigen Instandsetzung gehalten ist. Das ist dann der Fall, wenn dem Verkäufer oder dem Unternehmer durch eine Nachfristsetzung ein hoher Verzugsschaden, etwa Mietzinsen für eine Ersatzmaschine, entstünden.

### Messstellenbetriebsgesetz
Aufgrund vermehrter Beschwerden über die verzögerte Bereitstellung von Messeinrichtungen bei Inbetriebnahme von EEG-Anlagen hatte die Beschlusskammer 6 der Bundesnetzagentur im Oktober 2022 ein Positionspapier zur Ersatzvornahme des Zählerwechsels durch den Anschlussnutzer bzw. den Anlagenbetreiber veröffentlicht. Im Mai 2023 wurde zur gesetzlichen Regelung in § 3 MsbG der Absatz 3a eingefügt. Danach ist der grundzuständige Messstellenbetreiber (idR der örtliche Netzbetreiber) verpflichtet, die erforderlichen Arbeiten zur Zählersetzung spätestens innerhalb eines Monats nach Auftragseingang vorzunehmen. Kommt er dem innerhalb von sechs Wochen nicht oder nicht vollständig nach, so ist der Anschlussnehmer grundsätzlich zur Selbstvornahme durch einen fachkundigen Dritten berechtigt.

## International
In dem bei einem Kaufvertrag mit mindestens einer internationalen Vertragspartei zur Anwendung kommenden UN-Kaufrecht ist die Selbstvornahme unbekannt. Bei Mängeln (Art. 35 CISG) hat der Käufer hier im Rahmen der Nacherfüllung (Art. 48 CISG) entweder das Recht auf Ersatzlieferung (Art. 46 Abs. 2 CISG) oder Nachbesserung (Reparatur; Art. 46 Abs. 3 CISG). Hierzu entschied der BGH, dass bei der Nicht- oder Schlechterfüllung eines Vertrags der Käufer – sofern dem Verkäufer kein Recht zur Nacherfüllung gemäß Art. 48 CISG zusteht – berechtigt ist, selbst durch angemessene Maßnahmen eine der gehörigen Erfüllung entsprechende Lage herbeizuführen und dem Verkäufer – in den Grenzen des Art. 77 CISG – die Kosten als Schaden in Rechnung zu stellen.
So urteilte bereits 2002 auch in Österreich der OGH. Das ABGB bezeichnet die Selbstvornahme als Abhilfe (§ 933a Abs. 2 ABGB). Macht der Käufer für den Verkäufer einen Aufwand, den dieser nach dem Gesetz selbst hätte machen müssen, hat er das Recht, Ersatz zu fordern (§ 1042 ABGB).
In der Schweiz fehlt ein gesetzliches Nachbesserungsrecht, es muss vertraglich vereinbart werden. Dann kommen Art. 102 OR und Art. 107 OR zur Anwendung. Danach muss der Käufer den Verkäufer in Verzug setzen und eine Nachfrist bestimmen (Art. 107 OR). Ein Nachbesserungsrecht ist gesetzlich lediglich beim Werkvertrag für weniger erhebliche Mängel vorgesehen (Art. 368 Abs. 2 OR).